# Bunjevačko-šokačka stranka
Bunjevačko-šokačka stranka (skraćeno: B-Š stranka ili BŠS) bila je politička stranka bačkih Hrvata u Kraljevini Srba, Hrvata i Slovenaca.

## Povijest
Prvi nagovještaji političkog organiziranja bačkih Hrvata javili su se u devedesetim godina 19. stoljeća. Godine 1894. mladi intelektualci iz Subotice Stipan Matijević, Vranje Sudarević, Beno Sudarević, Marko Stipić, Andrija Stipić i Pajo Vujković osnovali su udrugu bunjevačkih Hrvata Kolo mladeži, koja je imala važnu ulogu u tom nacionalnom pokretu. Iako su joj mađarske vlasti odbijale dati radnu dozvolu, udruga je uspjela razviti svoju kulturnu i političku djelatnost.
Nakon Prvog svjetskog rata i nastanka Kraljevstva Srba, Hrvata i Slovenaca vodeći predstavnici bačkih Hrvata odlučili su nastaviti političku djelatnost osnivanjem vlastite političke stranke kao regionalne stranke za Bačku i Baranju. Bunjevačko-šokačka stranka utemeljena je na osnivačkoj skupštini 15. rujna 1920. pod onim imenom. Mnogi bački Hrvati zagovarali su naziv Vojvođanska hrvatska stranka, čime bi se istaknuo njezin hrvatski karakter, no prijedlog nije bio prihvaćen. Osnovana je radi nastavljanja organizirane političke aktivnosti bačkih Hrvata – Bunjevaca i Šokaca. Ta aktivnost imala je svoju tradiciju i prije Prvoga svjetskog rata; kasniji članovi stranke bili su aktivni u javnom društvenom životu u Subotici mnogo prije nego što je stranka osnovana. Osnivanje stranke podržala je organizacija somborskih bunjevačkih Hrvata Bunjevačko kolo, osnovana 1921. godine.
Bunjevačko-šokačka stranka programski se zalagala za jedinstvenu državu, vojvođansku autonomiju, za zadržavanje općinskog i konfesionalnog upravljanja školama, ravnopravnost Katoličke Crkve i Srpske pravoslavne Crkve te za agrarnu reformu. U početku je isticala bunjevaštvo kao osnovno nacionalno određenje. S vremenom je hrvatsko nacionalno buđenje ulazilo i u ovu stranku te se sve više okretala ka hrvatstvu.
Na izborima 1920. i 1923. za skupštinu Bunjevačko-šokačka stranka polučila je značajan uspjeh. Njezini predstavnici odlučili su da ne naglašavaju svoj stav o hrvatskom identitetu Bunjevaca i Šokaca tijekom predizborne kampanje 1920. kako se ne bi zamjerili Narodnoj radikalnoj stranci. Oko B-Š stranke okupljali su se hrvatski orijentirani Bunjevci i Šokci, a oko Zemljodilske stranke pristaše prosrpske opcije. U BŠS-u bio je i manji broj bunjevačkih Hrvata koji se nisu osjećali Hrvatima, ali koji se nisu priklonili prosrpskim strankama. Radilo se o osobama koje su bile vrlo privrženi katoličanstvu te zbog toga protiv srpske politike u državi. Nacionalno svjesni bunjevački Hrvati tolerirali su tu nehrvatsku struju iz jednostavnoga razloga što su bili u srodstvu, da je potrebno svoje držati skupa, tim više što su nacionalno probuđeni bunjevački Hrvati bili svjesni da hrvatski nacionalno-integracijski proces u Bačkoj nije do kraja završio tih godina. Suradnja i bliskost je postojala, pa je indikativan slučaj novinara Miška Prćića, bunjevačkoga Hrvata, koji iako se izjašnjavao Jugoslavenom, uređivao je od 1925. do 1929. godine subotičke Hrvatske novine, dakle novine koji se u nosile hrvatsko ime, a to su u ono vrijeme bile jedine novine u Bačkoj koje su se uopće zvale hrvatskim imenom.
Godine 1920. pobijedila je u subotičkom okrugu, gdje je dobila relativno najviše glasova (ispred KPJ, Radikalne stranke, Zemljodilske stranke i Hrv. pučke stranke) i dala trojicu zastupnika: Blaška Rajića, Vranju Sudarevića i Stipana Vojnića Tunića, a iz somborskoga okruga (gdje je bila iza radikala, podjednako sa socijalistima, a ispred Demokratske stranke i KPJ) dala je zastupnika Ivana Evetovića. 1923. godine na parlamentarnim izborima dala je trojicu zastupnika: Ivana Evetovića, Blaška Rajića i Vranju Sudarevića. Kada je 1923. godine umro Ivan Evetović, zamijenio ga je na njegovome mjestu u Narodnoj skupštini Antun Bošnjak, a kad je 1924. godine umro Vranje Sudarević, kao njegov zamjenik za zastupnika došao je Miško Prćić.
Te 1924. godine BŠS dala je potporanj srpanjskoj vladi Demokratske stranke Ljube Davidovića. Sporazumom su bačko-baranjski Hrvati trebali dobiti "gradonačelničke položaje u Subotici i Somboru, kotarska predstojništva u Topoli, Somboru, Apatinu, Odžacima, Batini i Dardi te bilježničke položaje u 33 općine u Bačkoj i Baranji". Budući da je ta vlada brzo pala, sporazum se nikad nije stigao realizirati.
Nakon tih uspjeha, 28. studenoga 1924. godine, dolazi kriza u stranci zbog podvojenosti viđenja budućeg organiziranoga političkoga života bačkih Hrvata, tako su jedni članovi ostali na "odvojenom", t.zv. "pučkaškom" političkom pravcu, a druga skupina se politički primicala HRSS-u Stjepana Radića (krilo kojem su pripadali Josip Vuković Đido, Mihovil Katanec i Mirko Ivković Ivandekić, Stipan Vojnić Tunić). U tom razdoblju Josip Vuković-Đido bio je čelnik BŠS-a.
Iste godine, jedno od najvećih imena u stranci, Blaško Rajić, napušta ovu stranku i utemeljuje Vojvođansku pučku stranku. Ove dvije stranke su kratko vrijeme svojih usporednih postojanja protratile u međusobnim neprijateljskim odnosima.
Na idućim izborima 1925. godine pokazalo se kako je većina Hrvata iz Bačke ostala uz Bunjevačko-šokačku stranku, stranku koja je pokazivala sve veće približavanje Stjepanu Radiću. No, raskol je učinio svoje, tako je BŠS dobio tek četvrtinu svojih negdašnjih rezultata u svojoj najjačoj bazi, Subotici, i nije dala predstavnika u Parlament.
Dana 19. rujna 1925. Bunjevačko-šokačka stranka, s Pučkom kasinom, organizirala je proslavu tisućljeća uspostave Hrvatskoga Kraljevstva. Prigodom iste proslave bilo je organizirano svečano otkrivanje spomen-ploče na Trgu kralja Tomislava. Na spomen-ploči stajao je napis: "Spomen-ploča tisućugodišnjice hrvatskog kraljevstva 925. – 1925. godine. Postaviše bunjevački Hrvati".
Naposljetku cjelokupni sastav ove stranke 1926. godine prišao je HSS-u, nakon čega HSS ostaje najvažnijom strankom Hrvata u Baranji i Bačkoj. Ujedinjenje s HSS-om bilo je objavljeno u Somboru 24. svibnja 1926. godine na skupštini kojoj je nazočilo vodstvo HSS-a sa Stjepanom Radićem. Sve stranačke mjesne organizacije postale su organizacije HSS-a.

## Glasila
Glasilo stranke bio je Neven, a nakon masovnog prijelaza članova u HSS list se definirao u impresumu kao „glasilo Hrvatske seljačke stranke za Srijem i Vojvodinu”. Godine 1927. stranka je kratkotrajno izdavala list Vojvodina, koji je izlazio tjedno.

## Značajni članovi
Zastupnik BŠS-a za somborski okrug bio je Ivan Evetović. Među značajnim članovima bio je i bački hrvatski kulturni radnik Stipan Vojnić Tunić. U jednom razdoblju čelnikom B-Š stranke bio je bački hrvatski književnik Josip Đido Vuković.